# Cimbergo
Cimbergo is een gemeente in de Italiaanse provincie Brescia (regio Lombardije) en telt 583 inwoners (31-12-2004). De oppervlakte bedraagt 26,3 km², de bevolkingsdichtheid is 22 inwoners per km².

## Demografie
Cimbergo telt ongeveer 251 huishoudens. Het aantal inwoners daalde in de periode 1991-2001 met 6,4% volgens cijfers uit de tienjaarlijkse volkstellingen van ISTAT.
| Jaar | Inwoneraantal |
| ---- | ------------- |
| 1991 | 612           |
| 2001 | 573           |

## Geografie
Cimbergo grenst aan de volgende gemeenten: Capo di Ponte, Cedegolo, Ceto, Cevo, Paspardo.